# Lachmöwenkolonie Stelle
Die Lachmöwenkolonie Stelle ist ein kleines Naturschutzgebiet in der niedersächsischen Gemeinde Stuhr im Landkreis Diepholz.
Das Naturschutzgebiet mit dem Kennzeichen NSG HA 007 ist etwa 2 Hektar groß. Es ist vollständig vom Landschaftsschutzgebiet „Dünsener Bach - Steller Heide“ umgeben. Das Gebiet steht seit dem 30. März 1930 unter Naturschutz. Zuständige untere Naturschutzbehörde ist der Landkreis Diepholz.
Das aus zwei Teilflächen bestehende Naturschutzgebiet befindet sich südöstlich von Delmenhorst und nördlich der A 1 in der Nähe des Autobahndreiecks Stuhr und wird von zwei Schlatts gebildet. Durch die Unterschutzstellung sollen die Schlatts mit ihrer Verlandungsvegetation und eine Lachmöwenbrutkolonie geschützt werden.